# Северов, Пётр Фёдорович
Пётр Фёдорович Северов (настоящая фамилия — Иванов, 1910, Лисичанск — 1990, Москва) — украинский советский писатель

, журналист, военный корреспондент.

## Биография
Сын жандарма царской России, из-за чего взял псевдоним Северов.
В 1920-е годы учился в горнопромышленном училище. В 1925 — подсобник на шахте «Дагмара». Позже поступил в единственный на то время художественный рабфак в Москве. Окончив обучение, нанялся на флот, ходил в плавание матросом на кораблях Совторгфлота. В 1933 году окончил Дальневосточный педагогический институт. Жил и работал на Дальнем Востоке, в 1937 вернулся в Донбасс. Работал в редакции журнала «Литературный Донбасс».
Печатался в газетах и журналах («Харьковский рабочий», «Советская Украина» (Киев), «Новый Мир» и др.).
В конце 1930-х годов переехал в Киев, годе его застала война. Ушел на фронт, служил корреспондентом армейских и фронтовых газет, был награждён боевыми орденами и медалями. В издательствах Южного фронта увидели свет его книги «Комиссары в бою», «Курс на Запад», «Боевые рейсы мирных машин» и др.

## Творчество
Дебютировал в 1934 году в Сталино (ныне Донецк), где был напечатан сборник его рассказов и очерков «Новеллы о сердце», подписанный псевдонимом Северов.
Пётр Северов — автор романов, сборников документальных и приключенческих повестей и рассказов, новелл и очерков.
Наибольшую славу Петру Северову принесли книги по морской тематике — о первооткрывателях новых земель, мореходах и морских приключениях, участником которых довелось стать ему самому: «Морские были» (1956), «В морских пространствах», «Мореплаватель из города Нежина» и многие другие.
В 1959 году вышла его известная повесть «Последний поединок» (совм. с Н. Халемским), посвященная «Матчу смерти», футбольной встрече киевского «Динамо» и сборной «Люфтваффе» в оккупированном Киеве. Авторы заменили команду зенитчиков на сборную «Люфтваффе» — военно-воздушных сил Германии, хотя не известно, существовала ли такая команда вообще.
Умер в 1990 году. Похоронен в Москве на Хованском кладбище.

## Награды
- орден Отечественной войны II степени (11.03.1985)
- орден Трудового Красного Знамени
- орден Красной Звезды (20.05.1943)
- медали

## Избранные произведения
- Мой город (1935)
- Сыновья (Повесть в новеллах, 1935)
- Испытание героя (Повесть в новеллах, 1935)
- Воспитание воли (1935)
- Морские встречи (Повести и рассказы, 1935)
- Прозрачный камень (Беломорские очерки, 1936)
- Путь мастера (1936)
- Новеллы (1937)
- Воспитание воли (для детей и юношества, 1938)
- Кроль (для детей и юношества, 1938)
- Дредноуты возвращаются на Запад (Очерки о героической борьбе одесских комсомольцев против немецких и англо-французских интервентов, 1939)
- Страницы жизни (1939)
- Рыбаки (1939)
- Сторожевой огонь (1939)
- Доверие (1940)
- Рассказы о летчиках (1943)
- Северянка (1947)
- Наследство Макара Мазая (1947)
- Поколение Макара Мазая (1948)
- Повести и рассказы (1950)
- Весна в Донбассе (1951)
- Одной ночью (1952)
- На разных широтах (1956)
- В морских просторах (1956)
- Шахтеры
- Глубины
- Каменная страсть
- Современники
- Властелины камня и огня
- Тепло твоей руки…
- Сочинения в двух томах (1980)
- Если влюблен… (1981)
- Твои, Отечество, сыны (1982)
- Встречь океану (1983)
- Страницы странствий (Книга рассказов, очерков, зарисовок, 1985)
- Служа науке и отечеству
- Тайна реки Медной
- Легенда о «Черном алмазе» (1986)
- Юность Артема (1986)
- цикл рассказов «В дальнем плавании», «На родных морях», «В суровые годы», «Азовские записи», «Горизонт океана» и др.